# After (série de livros)
After (After (título no Brasil) ou After: Depois de o Conhecer (título em Portugal)) é um romance New Adult best-seller da autora americana Anna Todd, publicado em 2014.

## Origem
A série se deu início como uma fanfiction publicada no site de compartilhamento de histórias Wattpad em 2013, e atingiu a marca de mais de 1,6 bilhão de leituras online, se tornando o livro mais lido de toda a plataforma. A história atraiu milhões de fãs do gênero new adult. After foi um fenômeno, e não demorou até Todd assinar um contrato com uma editora.
Inicialmente no projeto original lançado no Wattpad, os personagens masculinos do elenco principal, levavam os nomes dos integrantes da banda One Direction, com Harry Styles sendo o que nos livros é o atual Hardin Scott, quando assinou com a editora e iniciou a reescrita do processo de produção do livro, a autora Todd trocou os nomes dos personagens, apenas mantendo a letra inicial do primeiro nome de cada um deles: Zayn virou Zed, Niall Horan virou Nate, Louis Tomlinson virou Logan e Liam Payne virou Landon. Sobre a alteração dos nomes dos personagens masculinos para os livros e abandonar os nomes dos integrantes da banda One Direction, a própria autora Anna Todd afirmou que não queria lançar um livro com o nome de "alguém que realmente existe".
Em outubro de 2014, After chegou as prateleiras em formato físico publicado pela Gallery Books. No Brasil, a série foi publicada em 2015 pela Editora Paralela, um dos selos da gigante Companhia das Letras. A série já vendeu mais de 11 milhões de exemplares por todo o mundo e já foi traduzida para mais de 30 idiomas. Só na Itália, After vendeu mais de 1 milhão de exemplares e se tornou um verdadeiro sucesso no país.
Em 2015, Anna Todd escreveu um spin-off da série, focado na personagem Landon Gibson, que resultou em dois livros ''Nothing More'' e ''Nothing Less''. No Brasil, eles foram publicados pela Editora Astral Cultural.
After é indicado para os leitores do gênero new adult e de romance erótico, como Cinquenta tons de Cinza, da E.L. James, Belo Desastre da Jamie McGuire e também Ugly Love (em português: "O Lado Feio do Amor"), da Colleen Hoover.

## Enredo
After segue a história de autodescoberta e despertar sexual de Tessa Young, uma estudante de 18 anos, que sai de casa onde vive com a mãe, uma mulher autoritária e preconceituosa, para iniciar os seus estudos na Universidade Central de Washington. Até então, a sua vida se resumia a estudar e ir ao cinema com o seu namorado doce e recatado Noah Porter, que conheceu ainda criança. Logo no primeiro dia, Tessa conhece a sua colega de dormitório da faculdade, Stephanie "Steph" Jones, quem é o oposto dela, uma garota punk que adora festas e que anda com um grupo de amigos que são como ela. E um desses amigos, é Hardin Scott um garoto britânico rude e tatuado que implica com Tessa e o seu jeito de garota certinha. Rápida e inesperadamente, Tessa e Hardin se envolvem, e ela, que ainda era virgem, vê a sua sexualidade aflorar, e os dois começam um relacionamento intenso e turbulento. Mas Tessa, logo descobre que Hardin possui um passado repleto de fantasmas e Tessa colocará em dúvida tudo o que sempre soube sobre ela mesma.

## Livros
A série é composta por:
- After (2014)
- After We Collided  ou After - Depois da Verdade (2014)
- After We Fell ou After - Depois do Desencontro (2015)
- After We Fell ou After - Depois da Esperança (2015)
- After Ever Happy ou After - Depois da Promessa (2015)
- Before (pré-sequência; 2016)

After We Fell em alguns países foi divido em dois livros, como no Brasil e Portugal.
Spin-Off
- Nothing More (2016)
- Nothing Less (2016)

## Filme
O filme After foi adaptado para o cinema, estrelado por Josephine Langford como Tessa Young e Hero Fiennes Tiffin como Hardin Scott. A adaptação foi dirigida por Jenny Gage e escrita por Susan McMartin. O filme estreou nos cinemas brasileiros em 11 de abril de 2019. 
Em maio de 2019, o Deadline confirmou a sequência do filme baseada no livro After: Depois da Verdade, intitulado como After We Collided (filme), lançado em 2020. 